# 尸子
尸子（しし）は、中国戦国時代の思想家、およびその著書。

## 人名
『史記』孟子荀卿列伝によると楚の人だったというが、『史記集解』に引く劉向『別録』はこれを疑い、尸子は晋（魏）の曲沃の人で、名を佼（こう）といい、秦の商鞅の食客になっていたが、商鞅が処刑されると、尸子は蜀に亡命したとする。著作に『尸子』20篇、6万言があったという。『漢書』芸文志もほぼ同様だが、魯の人とする。

## 書名
『尸子』は、上記の尸佼の著作で、『漢書』芸文志では雑家に含める。もと20篇があったというが、南宋にいたって失われた。日本から逆輸入した『群書治要』巻36に載せる『尸子』13篇をもとに、その他の書の引用を加えて清代に章宗源が輯佚書を作った。これをのちに孫星衍が補訂した『尸子集本』2巻や、さらに汪継培が補った『尸子校正』2巻が現在行われている。

### 構成
輯佚書は2巻よりなり、上巻は『群書治要』をもとにした「勧学・貴言・四儀・明堂・分・発蒙・恕・治天下・仁意・広・綽子・処道・神明」の13篇（孫星衍版では『爾雅』疏の引く「広沢」、帰有光『諸子彙函』巻9に見える「止楚師・君治」を加えた16篇）を載せる。下巻は篇名が不明の引用を集めたもの。

### 故事・熟語
『尸子』に「天地四方を宇といい、往古来今を宙という」と言う（『世説新語』排調篇の劉孝標注に引く）。「宇宙」という言葉はこれにもとづく。
「渇しても盗泉の水を飲まず」の故事は『尸子』を出典とする（『史記』鄒陽列伝の索隠などに引用する）。

## 関連文献
- Paul Fischer, Shizi: China's First Syncretist, Columbia Univ Press, 2012.